# Þórisvatn
Þórisvatn és un llac situat a la regió de Suðurland d'Islàndia. Amb 88 quilòmetres quadrats és el llac més gran del país. Està situat en l'extrem sud de la carretera que recorre les terres altes anomenada Sprengisandur en la zona de les Terres Altes de l'illa.
Es tracta d'un embassament amb una superfície d'uns 88 km² i usa l'energia del riu Þjórsá, que baixa de la glacera Hofsjökull. Aquí al sud, s'explota en una presa productora d'energia. Com en molts altres llacs islandesos, que són majoritàriament llacs glacials o volcànics, normalment té un color verd descarnat.